# Julian Żejmo
Julian Żejmo (ros. Юлий Жеймо; ur. 29 marca 1940 w Leningradzie) – polski operator filmowy.
Syn radzieckiej aktorki Janiny Żejmo i reżysera Iosifa Chejfica. Brat rosyjskiego scenografa Władimira Swietozarowa i reżysera Dmitrija Swietozarowa.

## Życiorys
W 1963 roku ukończył studia na Wydziale Operatorskim Państwowej Wyższej Szkoły Filmowej, Telewizyjnej i Teatralnej w Łodzi (PWSTiF). Dyplom uzyskał rok później. Członek Stowarzyszenia Filmowców Polskich. Autor zdjęć do wielu filmów dokumentalnych. Zdobywca Nagrody specjalnej za zdjęcia do filmu „Kazimierz nad Wisłą” na VIII Konkursie Filmów Turystycznych P.T.T.K..

### Działalność
- 1965-1968: asystent operatora
- 1965-1969: wykonał przeszło 100 tematów dla Polskiej Kroniki Filmowej
- 1968-1969: operator obrazu IV kategorii w Wytwórni Filmów Dokumentalnych i Fabularnych w Warszawie
- 1970-1972: operator 33 filmów reklamowych
- 1971-1972: scenarzysta i realizator 5 wydań Handlowej Kroniki „WAR”
- Od 1971 roku pracował w Przedsiębiorstwie Reklamy Filmowej i Przeźroczy w Warszawie

Źródło:

## Filmografia

### Zdjęcia
- 1987: Siała baba mak
- 1985: Petrochemia - 85
- 1984: TKKF proponuje aerobic
- 1983: Uczymy się pływać
- 1983: Wrotki i deskorolki
- 1982: Badminton
- 1982: Budujemy proste urządzenia sportowe
- 1982: Budziki
- 1982: Dziewczyna z mgły
- 1981: Plaga
- 1981: Uśmiech losu
- 1981: Wyroby kaletnicze
- 1980: Dzieci
- 1979: Przyrządy Tadeusza Ruta
- 1978: Przemysłowy instytut elektroniki - 78
- 1975: Kucie wałów korbowych metodą TR
- 1975: Nałóg
- 1975: Zdobyłem zawód
- 1971: Jabłko
- 1971: Karlino
- 1966: Wyszogród 66
- 1963: Łąka
- 1962: Druga taryfa
- 1961: Siła miłości
- 1960: Lotnik, piechur, cywil i dziewczyna z Burmy
- 1960: Spotkanie

### Scenariusz
- 1979: Przyrządy Tadeusza Ruta

### Aktor
- 1964: Pierwszy, drugi, trzeci
- 1960: Konflikty